# Филиппа Люксембургская
Филиппа Люксембургская (1252 — 6 апреля 1311) — дочь графа Люксембурга Генриха V и Маргариты де Бар.
Приблизительно в 1265 году вышла замуж за Жана II д’Авена (1247 — 22 августа 1304). Их детьми были:
- Жан (ум. 11 июля 1302), сеньор де Бомон (1299), граф Остревана (с 1299)
- Генрих (ум. 1303), каноник в Камбре
- Маргарита (ум. 19 октября 1342); муж: с 18 октября 1298 Роберт II (сентябрь 1250 — 11 июля 1302), граф Артуа
- Алиса (ум. 27 октября 1317); муж: Роджер Биго (ок. 1245 — 6 декабря 1306), 5-й граф Норфолк
- Изабелла (ум. декабрь 1305); муж: с января 1296 Рауль II де Клермон (ок. 1245 — 11 июля 1302), сеньор де Нель и де Удан, великий камергер Франции, коннетабль Франции (с 1277)
- Мария (ок. 1280 — сентябрь 1354); муж: Людовик I Хромой (1279 — 22 января 1341), сеньор де Бурбон (1310—1327), граф де Клермон-ан-Бовези (1310—1327), великий камергер Франции (с 1312), граф де Ла Марш (с 1327), 1-й герцог де Бурбон и пэр Франции (с 1327)
- Вильгельм I Добрый (ок. 1286 — 7 июня 1337), граф Эно (Вильгельм I), граф Голландии и Зеландии (Виллем III; с 1304)
- Жан (ок. 1288 — 11 марта 1356), сеньор де Бомон
- Валеран
- Симон (ум. после 1303)
- Матильда, аббатиса Нивеля

Её внучками были королева Англии Филиппа Геннегау и императрица Священной Римской империи Маргарита I.